# Castelo de Pestillac
O Château de Pestillac é um castelo em ruínas do século XII num local que também inclui as ruínas de uma igreja. Ele está localizado na comuna de Montcabrier no departamento de Lot da França.
O local é propriedade privada. Está classificado desde 1926 como monumento histórico pelo Ministério da Cultura da França.